# 旧白山通り
旧白山通り（きゅうはくさんどおり）は、東京都文京区白山の白山下交差点から、東京都文京区本駒込の千石駅前交差点に至る道路の通称。白山通りから分岐し、再び白山通りに合流する。なお三田線白山駅から千石駅までの区間は東洋大前通り商店会となっている。
地図やグーグルマップなどでは、都営地下鉄三田線が地下を通過しているが、これは誤りである。千石 - 白山間は鉄道の曲線と合わないこと、交通量が多く車線規制を伴う開削工法ができないことから、三田線は千石駅からシールドトンネルで旧白山通りを横切って東側の住宅街（民有地）の地下を通り、白山駅の手前で旧白山通りを横切って同駅に至るのが正しい。

## 正式名称
正式名称は以下のようになっている。
- 東京都道301号白山祝田田町線（東京都道452号神田白山線重複） - 白山下交差点～白山上交差点
- 国道17号 - 白山上交差点～千石駅前交差点

## 付近を通る主な駅・鉄道
- 千石駅（都営地下鉄三田線）
- 白山駅（都営地下鉄三田線）